# دار المنامة (الحيمة الداخلية)

تعديل مصدري - تعديل

دار المنامة هي إحدى قرى عزلة الأحبوب بمديرية الحيمة الداخلية التابعة لمحافظة صنعاء، بلغ تعداد سكانها 245 نسمة حسب تعداد اليمن لعام 2004.